# Chaykovskiy
Chaykovskiy é um filme de drama soviético de 1970 dirigido e escrito por Igor Talankin. Foi indicado ao Oscar de melhor filme estrangeiro na edição de 1971, representando a União Soviética.

## Elenco
- Innokenty Smoktunovsky - Pyotr Ilyich Tchaikovsky
- Antonina Shuranova - Nadezhda von Meck
- Kirill Lavrov - Władysław Pachulski
- Vladislav Strzhelchik - Nikolai Rubinstein
- Yevgeny Leonov - Aliosha
- Maya Plisetskaya - Désirée Artôt
- Bruno Freindlich - Ivan Turgenev
- Alla Demidova - Yulia von Meck
- Yevgeniy Yevstigneyev - Herman Laroche
- Laurence Harvey - Narrador